# Lady in the Dark
Lady in the Dark è una commedia musicale con musica di Kurt Weill, testi delle canzoni di Ira Gershwin e libretto di Moss Hart.
Nel 1944 la Paramount ne realizzò una versione cinematografica per la regia di Mitchell Leisen, in cui venne eliminata gran parte della canzoni presenti nella versione teatrale. Nel 1954  Max Liebman ne realizzò una riduzione televisiva molto più fedele all'originale anche se lunga poco meno di un'ora.

## Trama
Liza Elliot è una donna forte, fredda ed emancipata che dirige con successo una rivista di moda. Alla vigilia delle nozze con Kendall Nesbitt, un uomo maturo e posato che è anche il suo editore, Liza si sente anche attratta da Randy Curtis, un giovane e aitante divo di Hollywood, recentemente conosciuto durante un'intervista.
Non riuscendo a prendere una decisione, decide di rivolgersi a uno psichiatra, il quale l'aiuterà a mettere in ordine la sua vita facendosi raccontare alcuni sogni. Nel primo sogno immagina di essere la donna più bella e famosa del mondo. Nel secondo immagina il suo futuro matrimonio in tono fortemente grottesco. Nel terzo, ambientato in un circo a tre piazze, gli uomini della sua vita mettono in scena un processo, accusandola di non essere mai stata capace di prendere alcuna decisione.
Dopo la terapia Liza ricorderà un episodio della sua infanzia in cui un ragazzo, spezzandole il cuore, la rese fredda e incapace di amare gli uomini.

## Numeri musicali
Glamour Dream comprende i seguenti numeri musicali:
- Oh Fabulous One
- The World's Inamorata
- One Life to Live
- Girl of the Moment
- It Looks Like Liza

Wedding Dream comprende i seguenti numeri musicali:
- Mapleton High Chorale
- This is New
- The Princess of Pure Delight
- This Woman at the Altar

Circus Dream comprende i seguenti numeri musicali:
- The Greatest Show on Earth
- Dance of the Tumblers
- The Best Years of His Life
- Tchaikovsky and Other Russians
- The Saga of Jenny

Childhood Dream
- My Ship

Numeri musicali eliminati durante il rodaggio dello show:
- It's Never Too Late For Mendelssohn
- Bats About You
- You are Unforgettable
- Minstrel Dream (prima stesura del terzo sogno)
- Song of the Zodiac (No matter Under What Star You're Born)
- Hollywood daydream Sequence (prima stesura per una quarta sequenza onirica, mai completato)

## Produzione
La commedia debuttò il 23 gennaio del 1941 e chiuse il 15 giugno 1941 dopo 162 repliche. La commedia verrà ripresa anche nelle successive due stagioni teatrali, raggiungendo un totale di 550 repliche. La regia dello spettacolo fu affidata a Moss Hart. Fra gli interpreti originali ricordiamo Gertrude Lawrence e Danny Kaye. Fra le canzoni più popolari di questa produzione ricordiamo My Ship e The Saga of Jenny.
L'effeminato fotografo di moda Russell Paxton, interpretato da Danny Kaye, è considerato il primo personaggio apertamente gay a ricoprire un ruolo rilevante in un musical di Broadway.
Kaye fece faville nella parte, soprattutto grazie alla canzone Tchaikovsky and Other Russians in cui recitò il nome di 50 compositori russi in soli 39 secondi. La sua interpretazione ottenne così tanto successo che dopo poche repliche Kaye abbandonò la produzione per interpretare il protagonista nel musical Let's Face It scritto da Cole Porter.
Moss Hart scrisse il soggetto e il libretto mentre era in analisi per riuscire, tra le altre cose, a vincere le proprie tendenze omosessuali.